# Incilius coniferus
Incilius coniferus es una especie de anfibio anuro de la familia de sapos Bufonidae. Se distribuye desde Nicaragua hasta el noroeste de Ecuador.
Su hábitat natural son las tierras bajas húmedas y el bosque tropical submontano, incluyendo bosque secundario, linderos de bosques, áreas abiertas cerca de los bosques, y ocasionalmente en áreas abiertas cerca de las ciudades. Es tanto terrestre como arbóreo, y se reproduce en arroyos, ríos y estanques de poca profundidad. Es una especie nocturna.